# Anakasia simplicifolia
Anakasia simplicifolia Philipson, 1973 è una piante della famiglia Araliaceae, unica specie del genere Anakasia Philipson, 1973.

## Descrizione
A. simplicifolia è un arbusto glabro con foglie grandi, semplici ed estipolate.
Alto fino a 5 m. Le foglie, che si affollano alle estremità di rami prominenti, sono sessili o con un petiolo molto corto; sono lanceolate, lunghe fino a 135 cm e larghe fino a 18 cm, si restringono gradualmente verso la base e sono acuminate all'apice; hanno il margine intero o ondulato, con la nervatura centrale prominente e le vene laterali arcuate.
L'infiorescenza è ascellare, con il rachide che porta umbelle disposte in maniera racemosa. I pedicelli sono molto corti, con un'articolazione posta sotto al fiore; il calice è composto da una corta corona con lobi minuti. I petali possono essere 5 o 6, valvati e triangolari, leggermente carnosi e lunghi circa 2 mm, larghi circa 1,5 mm. Gli stami allo stesso modo possono essere 5 o 6, con filamenti spessi e larghe antere. Le antere sono a 4 celle, lunghe 0,25 mm. La corolla è di colore verde e cade presto. L'ovario è inferiore, ampiamente obconico e glabro, composto da 4 a 6 celle; il disco è carnoso, di colore giallo, con 4-6 stili.
Il frutto è obovoidale (cioè a forma di uovo rovesciato, con la parte più larga verso l'apice), con coste evidenti quando essiccato, di colore blu quando giunge a maturazione e aromatico; l'esocarpo è carnoso, l'endocarpo è compresso e crostaceo e l'endosperma è liscio.

## Distribuzione e habitat
Anakasia simplicifolia è endemica della parte occidentale della Nuova Guinea (Penisola di Vogelkop e nei pressi di Babo). Il suo habitat è costituito da foresta primaria a quota prossima al livello del mare.

## Conservazione
La Lista rossa IUCN classifica Anakasia simplicifolia come specie vulnerabile.